# Мајка Сунца (мађарска митологија)
Мајка Сунца (мађ. Nap Anya) је према старомађарском веровању богиња Сунца. Она је уобичајено туркијско соларно божанство, третирано као богиња у казахстанској и киргизској митологији. Гун Ана или Кун Ана значи „Мајка сунца” на туркијским језицима.

## Опис
Мајка Сунца је једно од најмоћнијих божанстава, богиња живота и плодности, топлине и здравља. Она је заштитница несрећних, посебно сирочади. Она живи на седмом спрату неба. Тенгри је створио Земљу зрацима сунчеве светлости, тако да је Мајка Сунца учествовала у стварању Земље. Соларни зраци се такође сматрају „жицама“ између Сунца и духова биљака, животиња и људи. Турци који обожавају Гун Ану (Мајку Сунца) окрећу се према изласку сунца када се моле.